# 阿爾特米西亞一世
阿爾特米西亞一世為西元前480年，歐亞交接安那托利亞地區卡里亞小王國的女王，在她丈夫死後她繼承王位成為女王。她曾與波斯國合作，共同進攻希臘，她也是在作戰會議上唯一認為不需打薩拉米斯戰役的人，當波斯軍隊在薩拉米斯海戰中失敗後，她換希臘旗幟偽裝成希臘船逃脫，但由於她戰前指出此海戰對波斯不利的判斷正確，波斯國王薛西斯一世並未對她率眾逃離戰場之事進行懲處，還向她諮詢關於是否應該繼續和希臘作戰的意見。阿爾特米西亞建議薛西斯只留下馬鐸尼斯率領一小支軍隊繼續與希臘人作戰，主力則退回亞洲。
根據希羅多德的記載，阿爾特米西亞這樣建議薛西斯：
"我認為您應該留下馬鐸尼斯和其他願意這麼做的人而撤退。如果他得勝，那麼榮譽會歸功於您，因為那是您的奴隸所完成的。反之，如果他失敗了，那也不是什麼了不起的事，因為您和您的政權都仍然安全無虞。而既然您安全無虞，那些希臘人就仍需為他們的存續克服重重困難。此外，即使馬鐸尼斯可能要遭逢苦難，但那又有誰在乎？他不過是您的奴隸，而希臘人只得到了微不足道的勝利。反觀您則是達成了戰略目的返回都城，因為您已經將雅典夷為平地。"

薛西斯採納了她的建議，並讓她將兒子帶往以弗所躲避戰火。之後阿爾特米西亞一世的名字便不再見於史冊。

## 大眾文化
- 在2014年美國古裝動作片《300壯士：帝國崛起》中，由法國影星伊娃·葛林飾演阿爾特米西亞一世。片中故事有延續第一集《300壯士：斯巴達的逆襲》「波希戰爭」的溫泉關戰役，期間和之後的的薩拉米斯戰役，而阿爾特米西亞一世是代替薛西斯一世（羅德里格·桑托羅飾演）主要指揮波斯海軍的女將，甚至還親自去前線作戰。電影中的人物設定她原為希臘人，但其家人被希臘人所殺，自己兒時又遭希臘人凌辱，後被波斯人救起，訓練成戰士，效命於波斯，對希臘有無比的仇恨。最終在薩拉米斯戰役與希臘海軍主帥特米斯托克力（蘇利文·斯坦普萊頓飾演）廝殺決鬥，最後阿爾特米西亞一世被特米斯托克力殺死，並非史實上成功逃脫。

- 在電子遊戲《文明VI》中，阿爾特米西亞是古典時期可供招募的海軍統帥偉人之一。